# Zusammengesetzte Poisson-Verteilung
Die zusammengesetzte Poisson-Verteilung ist eine Verallgemeinerung der Poisson-Verteilung und spielt eine wichtige Rolle bei Poisson-Prozessen und der Theorie der unendlichen Teilbarkeit. Im Gegensatz zu vielen anderen Verteilungen ist bei der zusammengesetzten Poisson-Verteilung nicht  a priori festgelegt, ob sie stetig oder diskret ist. Sie sollte nicht mit der gemischten Poisson-Verteilung verwechselt werden.

## Definition
Ist {\displaystyle N} eine Poisson-verteilte Zufallsvariable mit Erwartungswert {\displaystyle \lambda } und sind {\displaystyle (X_{i})_{i\in \mathbb {N} }} unabhängig und identisch verteilte Zufallsvariablen, so heißt die Zufallsvariable
{\displaystyle Y:=\sum _{i=1}^{N}X_{i}}
zusammengesetzt Poisson-verteilt . Sind die {\displaystyle X_{i}} alle auf {\displaystyle \mathbb {N} _{0}} definiert, also diskret, so heißt {\displaystyle Y} diskret zusammengesetzt Poisson-verteilt. In beiden Fällen schreibt man {\displaystyle Y\sim {\text{CPoi}}_{\lambda \mu }}, wobei {\displaystyle \mu } die Verteilung von {\displaystyle X_{1}} ist.
Wahrscheinlichkeitsdichten oder Wahrscheinlichkeitsfunktionen sowie Verteilungsfunktionen lassen sich nur in Spezialfällen geschlossen angeben, aber eventuell mit dem Panjer-Algorithmus approximieren.
Gelegentlich finden sich auch in der deutschen Literatur die englischen Begriffe compound Poisson und discrete compound Poisson.

## Eigenschaften

### Erwartungswert
Für den Erwartungswert gilt nach der Formel von Wald:
{\displaystyle \operatorname {E} (Y)=\lambda \operatorname {E} (X_{1})}.

### Varianz
Nach der Blackwell-Girshick-Gleichung gilt
{\displaystyle \operatorname {Var} (Y)=\lambda \,(\operatorname {E} (X_{1}))^{2}+\lambda \operatorname {Var} (X_{1})=\lambda \operatorname {E} (X_{1}^{2}),}
wenn die zweiten Momente von {\displaystyle X_{i}} existieren. Dabei folgt die zweite Gleichheit aus dem Verschiebungssatz.

### Schiefe
Mittels der Kumulanten ergibt sich für die Schiefe
{\displaystyle \operatorname {v} (Y)={\frac {\lambda \operatorname {E} (X_{1}^{3})}{\left(\lambda \operatorname {E} (X_{1}^{2})\right)^{\frac {3}{2}}}}}.

### Wölbung
Für den Exzess ergibt sich mittels der Kumulanten
{\displaystyle \gamma ={\frac {\operatorname {E} (X_{1}^{4})}{\lambda \operatorname {E} (X_{1}^{2})^{2}}}}.

### Kumulanten
Die kumulantenerzeugende Funktion ist
{\displaystyle g_{X}(t)=\lambda (M_{X_{1}}(t)-1)},
wobei {\displaystyle M_{X_{1}}(t)} die momenterzeugende Funktion von {\displaystyle X_{1}} ist. Damit gilt für alle Kumulanten
{\displaystyle \kappa _{k}=\lambda \operatorname {E} (X_{1}^{k})}.

### Momenterzeugende Funktion
Die momenterzeugende Funktion ergibt sich als Verkettung von der wahrscheinlichkeitserzeugenden Funktion der Poisson-Verteilung und der momenterzeugenden Funktion der {\displaystyle X_{i}}:
{\displaystyle M_{Y}(t)=\exp(\lambda (M_{X_{1}}(t)-1))}.

### Charakteristische Funktion
Die charakteristische Funktion ergibt sich als Verkettung von der wahrscheinlichkeitserzeugenden Funktion der Poisson-Verteilung und der charakteristischen Funktion der {\displaystyle X_{i}}:
{\displaystyle \varphi _{Y}(t)=\exp(\lambda (\varphi _{X_{1}}(t)-1))}

### Wahrscheinlichkeitserzeugende Funktion
Sind die {\displaystyle X_{i}} diskret, so ist die wahrscheinlichkeitserzeugende Funktion definiert und ergibt sich als Verkettung der wahrscheinlichkeitserzeugenden Funktion von {\displaystyle N} und von {\displaystyle X_{i}} zu
{\displaystyle m_{Y}(t)=\exp(\lambda (m_{X_{1}}(t)-1))}.

### Unendliche Teilbarkeit
Eine zusammengesetzt Poisson-verteilte Zufallsvariable ist unendlich teilbar.
Es lässt sich zeigen, dass eine Zufallsvariable auf {\displaystyle \mathbb {N} _{0}} genau dann unendlich teilbar ist, wenn die Zufallsvariable diskret zusammengesetzt Poisson-verteilt ist.

## Beziehung zu anderen Verteilungen

### Beziehung zur Poisson-Verteilung
Ist {\displaystyle X_{i}=1} fast sicher, so fallen Poisson-Verteilung und zusammengesetzte Poisson-Verteilung zusammen.

### Beziehung zur geometrischen Verteilung und zur negativen Binomialverteilung
Da sowohl die geometrische Verteilung als auch die negative Binomialverteilung unendlich teilbar sind, handelt es sich um zusammengesetzte Poisson-Verteilungen. Sie entstehen bei Kombination mit der logarithmischen Verteilung.
Die Parameter der negativen Binomialverteilung errechnen sich als {\displaystyle p_{\text{log}}=1-p_{\text{neg}}} und {\displaystyle r={\frac {-\lambda }{\ln(1-p_{\text{log}})}}}.